# Antonín Janoušek
Antonín Janoušek (Nymburk, 1877. augusztus 22. – Moszkva, 1941. március 30.) cseh kommunista újságíró és a rövid életű Szlovák Tanácsköztársaság vezetője mint a legfőbb végrehajtó szerv, a Forradalmi Végrehajtó Bizottság elnöke 1919. június 20-ától július 7-éig. 1920-ban a Horthy-rendszer elítélte, majd kiadták Csehszlovákiának. Illegálisan akart távozni a Szovjetunióba, ami miatt újból fogságba került, majd a Szovjetunió közbelépésére szabadon távozhatott. A Szovjetunióban kisebb hivatalokat látott el, illetve árvaházat alapított.